# 冯祝万
冯祝万（1879年—1954年）广东省鹤山县古劳镇上升起凤里人。中华民国军事及政治人物。

## 生平
冯祝万毕业于保定陆军军官学校，后考入北京陆军大学。1911年毕业后，返回广东参加辛亥革命。1923年，任广东军政府军务局局长，后任西江督办署财政处处长。1927年，任广东省政府财政厅、军事厅、农工厅厅长。1928年任中国国民党中央政治委员会广州分会委员。1929年，代理广州政治分会主席。其间，1925年到1929年，他捐出21600银元，创建了鹤山县立中学自然科学馆礼乐堂，同时还捐建了礼门桥、礼乐桥、礼乐祠，以及古劳仁和小学。
1928年，李济深遭蒋介石囚禁于南京汤山，冯祝万乃于1929年策动各派别联合反蒋，以营救李济深。1931年广州国民政府成立，冯祝万任上将参谋团主任。1932年，任行政院西南政务委员会委员。1936年两广事变后，冯祝万迁居澳门。
1938年，冯祝万参与成立复兴俱乐部，开展抗日救亡运动。1948年，冯祝万同李济深等人在香港发起成立了中国国民党革命委员会，冯祝万任委员。中华人民共和国成立后，冯祝万迁居北京。
1954年，冯祝万逝世。